# 大霍恩 (亞利桑那州)
大霍恩（英語：Big Horn）是位於美國亞利桑那州馬里科帕縣的一個聚居地。該地的面積和人口皆未知。

## 地理
大霍恩的座標為34°51′34″N 112°23′34″W / 34.85944°N 112.39278°W，而該地的平均海拔高度為526米（即1726英尺）。